# Национальный театр в прямом эфире
«Национальный театр в прямом эфире» (англ. National Theatre Live, англ. NTLive) — проект трансляций в кинотеатрах спектаклей Королевского национального театра Великобритании. Начало проекту положил художественный руководитель Национального театра Николас Хайтнер в 2009 году.

Я вырос в Манчестере в 60-е годы. Если бы у меня была возможность смотреть [постановки] театра Оливье Национального театра в местном кинотеатре, я бы не вылезал оттуда.
Оригинальный текст (англ.)I grew up in Manchester in the 60s. If I had been able to see Olivier's National Theatre at my local cinema, I would have gone all of the time.
— Николас Хайтнер
Первую трансляцию — «Федру» с Хелен Миррен в заглавной роли — показали в 70 кинотеатрах Великобритании, 200 кинотеатрах в других странах мира, что составило общее количество 50 тысяч зрителей. За некоторыми исключениями трансляции проходят по четвергам. В большинстве стран спектакли идут в прямом эфире. Однако в Южной Африке, Австралии, Новой Зеландии и Соединенных Штатах Америки из-за разницы во времени зрители обычно видят запись спектакля несколькими днями позже. Также многие кинотеатры транслируют повторы трансляций. Каждая трансляция, помимо непосредственно сценического действия, содержит дополнительные материалы: короткие фильмы об истории пьес и о самой постановке, интервью с актерами и режиссерами, сюжеты о благотворительный проектах Национального театра.
Большинство постановок, транслируемых в рамках проекта, идут непосредственно на одной из сцен Национального. Однако в проект включаются и трансляции постановок других театров Лондона, а также значимые постановки на крупных театральных фестивалях Великобритании.

## 1 сезон
| Спектакль                          | Театр              | Дата                | В главных ролях                  |
| ---------------------------------- | ------------------ | ------------------- | -------------------------------- |
| «Федра»                            | Национальный театр | 29 июня 2009 года   | Хелен Миррен, Доминик Купер      |
| «Всё хорошо, что хорошо кончается» | Национальный театр | 1 октября 2009 года | Клэр Хиггинс, Конлет Хилл        |
| «Народ» (по роману Терри Пратчета) | Национальный театр | 30 января 2010 года |                                  |
| «Привычка творить искусство»       | Национальный театр | 22 апреля 2010 года | Алекс Дженнингс, Ричард Гриффитс |
| «Лондонская страховка»             | Национальный театр | 28 июня 2010 года   |                                  |

## 2 сезон
| Спектакль          | Театр                     | Дата                    | В главных ролях                                     |
| ------------------ | ------------------------- | ----------------------- | --------------------------------------------------- |
| «Исчезающее число» | Королевский театр Плимута | 14 октября 2010 года    |                                                     |
| «Гамлет»           | Национальный театр        | 9 декабря 2010 года     | Рори Киннир                                         |
| «Fela!»            | Национальный театр        | 13 января 2011 года     |                                                     |
| «Король Лир»       | Donmar Warehouse          | 3 февраля 2011 года     | Дерек Джекоби                                       |
| «Франкенштейн»     | Национальный театр        | 17 и 24 марта 2011 года | Джонни Ли Миллер, Бенедикт Камбербэтч, Наоми Харрис |
| «Вишневый сад»     | Национальный театр        | 30 июня 2011 года       | Зои Уонамейкер                                      |

## 3 сезон
| Спектакль                   | Театр              | Дата                  | В главных ролях                            |
| --------------------------- | ------------------ | --------------------- | ------------------------------------------ |
| «Один слуга, два господина» | Национальный театр | 15 сентября 2011 года | Джеймс Корден, Оливер Крис, Джемайма Рупер |
| «Кухня»                     | Национальный театр | 6 октября 2011 года   |                                            |
| «Соавторы»                  | Национальный театр | 1 декабря 2011 года   | Саймон Расселл Бил, Алекс Дженнингс        |
| «Блуждающие огни»           | Национальный театр | 9 февраля 2012 года   | Энтони Шер                                 |
| «Комедия ошибок»            | Национальный театр | 1 марта 2012 года     | Ленни Генри                                |
| «She Stoops to Conquer»     | Национальный театр | 29 марта 2012 года    | Стив Пембертон, Кэтрин Келли               |

## 4 сезон
| Спектакль                           | Театр                                            | Дата                 | В главных ролях                            |
| ----------------------------------- | ------------------------------------------------ | -------------------- | ------------------------------------------ |
| «Загадочное ночное убийство собаки» | Национальный театр                               | 6 сентября 2012 года | Люк Тредэвэй, Никола Уолкер                |
| «Последний из Хаусманов»            | Национальный театр                               | 11 октября 2012 года | Джули Уолтерс, Рори Киннир, Хелен Маккрори |
| «Тимон Афинский»                    | Национальный театр                               | 1 ноября 2012 года   | Саймон Расселл Бил                         |
| «Магистрат»                         | Национальный театр                               | 17 января 2013 года  | Джон Литгоу                                |
| «Люди»                              | Национальный театр                               | 21 марта 2013 года   | Френсис де ла Тур, Линда Бассет            |
| «Эта палата»                        | Национальный театр                               | 16 мая 2013 года     | Фил Дэниелс                                |
| «Аудиенция»                         | Гилгуд                                           | 13 июня 2013 года    | Хелен Миррен                               |
| «Макбет»                            | Международный театральный фестиваль в Манчестере | 20 июля 2013 года    | Кеннет Брана, Алекс Кингстон               |

## 5 сезон
| Спектакль                   | Театр                    | Дата                  | В главных ролях                          |
| --------------------------- | ------------------------ | --------------------- | ---------------------------------------- |
| «Отелло»                    | Национальный театр       | 26 сентября 2013 года | Эдриан Лестер, Рори Киннир               |
| «Кориолан»                  | Donmar Warehouse         | 30 января 2014 года   | Том Хиддлстон, Марк Гатисс               |
| «Боевой конь»               | Национальный театр       | 27 января 2014 года   |                                          |
| «Король Лир»                | Национальный театр       | 1 мая 2014 года       | Саймон Расселл Бил, Анна Максвелл Мартин |
| «Маленький семейный бизнес» | Национальный театр       | 12 июня 2014 года     |                                          |
| «Верхний свет»              | Golden Theatre, Нью-Йорк | 17 июля 2014 года     | Билл Найи, Кэри Маллиган                 |

## 6 сезон
| Спектакль                | Театр              | Дата                  | В главных ролях                              |
| ------------------------ | ------------------ | --------------------- | -------------------------------------------- |
| «Медея»                  | Национальный театр | 4 сентября 2014 года  | Хелен Маккрори                               |
| «Трамвай «Желание»»      | Янг-Вик            | 16 сентября 2014 года | Джиллиан Андерсон, Бен Фостер, Ванесса Кирби |
| «Остров сокровищ»        | Национальный театр | 22 января 2015 года   |                                              |
| «В тени вечной красоты»  | Национальный театр | 12 марта 2015 года    |                                              |
| «Вид с моста»            | Янг-Вик            | 26 марта 2015 года    | Марк Стронг, Фиби Фокс, Никола Уолкер        |
| «Трудная задача»         | Национальный театр | 16 апреля 2015 года   | Оливия Виналл, Дэмьен Молони                 |
| «Человек и сверхчеловек» | Национальный театр | 14 мая 2015 года      | Рэйф Файнс                                   |
| «Всякий человек»         | Национальный театр | 16 июля 2015 года     | Чиветел Эджиофор                             |

## 7 сезон
| Спектакль                 | Театр                      | Дата                 | В главных ролях                    |
| ------------------------- | -------------------------- | -------------------- | ---------------------------------- |
| «Хитроумный план щеголей» | Национальный театр         | 3 сентября 2015 года |                                    |
| «Гамлет»                  | Барбикан                   | 15 октября 2015 года | Бенедикт Камбербетч, Киаран Хайндс |
| «О мышах и людях»         | Longacre Theatre, Нью-Йорк | 19 ноября 2015 года  | Джеймс Франко, Крис О’Дауд         |
| «Джейн Эйр»               | Национальный театр         | 8 декабря 2015 года  |                                    |
| «Опасные связи»           | Donmar Warehouse           | 26 января 2016 года  | Джанет Мактир, Доминик Уэст        |
| «Как вам это понравится»  | Национальный театр         | 25 февраля 2016 года | Розали Крейг                       |
| «Палачи»                  | Уиндхемс                   | 3 марта 2016 года    | Дэвид Моррисси                     |

- Трансляция «Гамлета» театра Барбикан с Бенедиктом Камбербэтчем была доступна для просмотра в 87 % кинотеатров Великобритании.[3] Общее количество зрителей по всему миру превысило 550 тысяч, на сегодняшний день это рекорд для трансляций спектаклей.[4]

## 8 сезон
| Спектакль                          | Театр                  | Дата                   | В главных ролях                                         |
| ---------------------------------- | ---------------------- | ---------------------- | ------------------------------------------------------- |
| «Глубокое синее море»              | Национальный театр     | 1 сентября 2016 года   | Хелен Маккрори, Том Берк                                |
| «Трехгрошовая опера»               | Национальный театр     | 23 сентября 2016 года  | Рори Киннир, Хейдн Гуинн                                |
| «Ничья земля»                      | Уиндхемс               | 15 декабря 2016 года   | Иэн Маккеллен, Патрик Стюарт                            |
| «Амадей»                           | Национальный театр     | 2 февраля 2017 года    | Лусиан Мсамати                                          |
| «Святая Иоанна»                    | Donmar Warehouse       | 16 февраля 2017 года   | Джемма Артертон, Хэдли Фрейзер                          |
| «Гедда Габлер»                     | Национальный театр     | 9 марта 2017 года      | Рут Уилсон, Рейф Сполл                                  |
| «Двенадцатая ночь»                 | Национальный театр     | 6 апреля 2017 года     | Тамзин Грейг, Фиби Фокс, Оливер Крис                    |
| «Розенкранц и Гильденстерн мертвы» | Олд Вик                | 20 апреля 2017 года    | Дэниел Редклифф                                         |
| «Одержимость»                      | Барбикан               | 11 мая 2017 года       | Джуд Лоу                                                |
| «Кто боится Вирджинии Вульф?»      | Театр Гарольда Пинтера | 18 мая 2017 года       | Имельда Стонтон, Конлет Хилл, Имоджен Путс, Люк Трэдуэй |
| «Питер Пен»                        | Национальный театр     | 10 июня 2017 года      |                                                         |
| «Саломея»                          | Национальный театр     | 22 июня 2017 года      |                                                         |
| «Ангелы в Америке»                 | Национальный театр     | 20 и 27 июля 2017 года | Эндрю Гарфилд, Рассел Тови, Натан Лейн, Дениз Гоф       |
| «Йерма»                            | Янг-Вик                | 31 августа 2017 года   | Билли Пайпер                                            |

## 9 сезон
| Спектакль                    | Театр                       | Дата                 | В главных ролях                         |
| ---------------------------- | --------------------------- | -------------------- | --------------------------------------- |
| Follies                      | Национальный театр          | 16 ноября 2017 года  | Имельда Стонтон, Джени Ди, Филипп Куаст |
| «Молодой Маркс»              | Театр «Мост»                | 7 декабря 2017 года  | Рори Киннир, Оливер Крис                |
| «Кошка на раскалённой крыше» | Аполло (постановка Янг-Вик) | 22 февраля 2018 года | Сиенна Миллер, Джек О'Коннелл           |
| «Юлий Цезарь»                | Театр «Мост»                | 22 марта 2018 года   | Бен Уишоу, Дэвид Моррисси               |
| «Макбет»                     | Национальный театр          | 10 мая 2018 года     | Рори Киннир, Энн-Мари Дафф              |

## 10 сезон
| Спектакль                             | Театр                   | Дата                  | В главных ролях                                        |
| ------------------------------------- | ----------------------- | --------------------- | ------------------------------------------------------ |
| «Жюли»                                | Национальный театр      | 6 сентября 2018 года  | Ванесса Кирби                                          |
| «Король Лир»                          | Театр герцога Йоркского | 27 сентября 2018 года | Иэн Маккеллен, Шинейд Кьюсак                           |
| «Аллелуйя!»                           | Театр «Мост»            | 1 ноября 2018 года    | Сэмюэл Барнетт, Дебора Финдли                          |
| «Безумие Георга III»                  | Nottingham Playhouse    | 20 ноября 2018 года   | Марк Гэтисс, Эдриан Скарборо                           |
| «Антоний и Клеопатра»                 | Национальный театр      | 6 декабря 2018 года   | Рейф Файнс, Софи Оконедо                               |
| «Трагедия короля Ричарда II»          | Алмейда                 | 15 января 2019 года   | Саймон Расселл Бил, Саския Ривз                        |
| «Я не буду баллотироваться» («Выбор») | Национальный театр      | 31 января 2019 года   | Шан Брук                                               |
| «Всё о Еве»                           | Театр Ноэля Кауарда     | 11 апреля 2019 года   | Джиллиан Андерсон, Лили Джеймс                         |
| «Все мои сыновья»                     | Олд Вик                 | 14 мая 2019 года      | Салли Филд, Билл Пуллман, Дженна Коулман, Колин Морган |
| «Маленький остров»                    | Национальный театр      | 27 июня 2019 года     |                                                        |
| «Трилогия о семье Леман»              | Пикадилли               | 25 июля 2019 года     | Саймон Расселл Бил, Адам Годли                         |

## 11 сезон
| Спектакль           | Театр              | Дата                  | В главных ролях                |
| ------------------- | ------------------ | --------------------- | ------------------------------ |
| «Дрянь»             |                    | 12 сентября 2019 года | Фиби Уоллер-Бридж              |
| «Сон в летнюю ночь» | Театр «Мост»       | 17 октября 2019 года  | Гвендолин Кристи, Оливер Крис  |
| «Стенограмма»       | Национальный театр | 7 ноября 2019 года    | Алекс Дженнингс, Линдси Данкан |
| «Настоящий смех»    | Олд Вик            | 28 ноября 2019 года   | Эндрю Скотт, Индира Варма      |
| «Сирано»            | Playhouse Theatre  | 20 февраля 2020 года  | Джеймс Макэвой                 |

## Комментарии
1. ↑  Первая совместная трансляция с другим театром.
2. ↑  Из-за особенностей постановки и состава актеров были записаны два отдельных представления одного и того же спектакля, где Джонни Ли Миллер и Бенедикт Камбербэтч по очереди примеряли на себя роли Виктора Франкенштейна и его Создания, чтобы у зрителей в кино была возможность увидеть обе комбинации актеров.
3. ↑  Мировая премьера
4. ↑  Мировая премьера
5. ↑  Мировая премьера
6. ↑  Мировая премьера
7. ↑  Мировая премьера
8. ↑  Мировая премьера
9. ↑  Мировая премьера
10. ↑  Мировая премьера
11. ↑  Мировая премьера
12. ↑  Мировая премьера
13. ↑  Мировая премьера
14. ↑  Мировая премьера
15. ↑  Мировая премьера
16. ↑  Спектакль состоит из двух частей «Миллениум приближается» и «Перестройка»
17. ↑  Мировая премьера
18. ↑  Мировая премьера
19. ↑  Мировая премьера
20. ↑  Мировая премьера
21. ↑  Мировая премьера